# کیم کوانگ-کیو (بازیگر)
کیم کوانگ-کیو (کره‌ای: 김광규؛ انگلیسی: Kim Kwang-kyu، زادهٔ ۸ دسامبر ۱۹۶۷) بازیگر اهل کره جنوبی است. او حرفهٔ بازیگری خود را در سال ۱۹۹۹ در دکتر کی (Dr. K) آغاز کرد و کارگردان اهل بوسان آن، کواک کیونگ-تک، یک نقش کوتاه اما به یاد ماندنی به عنوان یک معلم در فیلم پر فروش باکس آفیس دوست به او داد. کیم حرفهٔ بازیگری خود را در فیلم و تلویزیون به عنوان بازیگر نقش مکمل مرد در همسر یا دردسر و می‌توانم صدایت را بشنوم ادامه داد. او همچنین در ریلتی شوهای تنها زندگی می‌کنم (از سال ۲۰۱۳) و سه وعده غذایی در روز (۲۰۱۵) حضور پیدا کرده‌است.